# 랩터레이크
랩터레이크(Raptor Lake)는 랩터 코브(Raptor Cove) 성능 코어와 그레이스몬트 효율 코어를 활용하는 하이브리드 아키텍처 기반의 13세대 및 14세대 인텔 코어 프로세서에 대한 인텔의 코드명이다. 앨더레이크와 마찬가지로 랩터레이크는 인텔의 Intel 7 공정을 사용하여 제작되었다. 랩터레이크는 최대 24개의 코어(8개의 성능 코어 + 16개의 효율 코어)와 32개의 스레드를 갖추고 있으며 앨더레이크 시스템(LGA 1700, BGA 1744, BGA 1964)과 소켓 호환된다. 이전 세대와 마찬가지로 랩터레이크 프로세서에도 함께 제공되는 칩셋이 필요하다.
랩터레이크는 2022년 10월 20일에 출시되었다. 2023년 1월 3일 CES 2023에서 인텔은 추가 데스크톱 CPU와 모바일 CPU를 발표했다. 14세대는 2023년 10월 17일 출시됐다.
인텔 대변인은 다음 마이크로아키텍처가 지연될 가능성이 높기 때문에 메테오레이크가 도착하기 전에 랩터레이크가 프로세스 개선의 이점을 얻기 위해 만들어졌다고 밝혔다.
랩터레이크는 약 한 달 전인 2022년 9월 27일에 출시된 AMD 라이젠 7000 시리즈와 경쟁한다.
14세대 랩터레이크 리프레시는 기존 코어 i 브랜딩 체계를 사용하는 마지막 프로세서 제품군이다.
2023년 12월 14일, 인텔은 보급형 서버용 랩터 코브 기반 제온 E-2400 시리즈를 발표했다.

## 같이 보기
- 인텔 코어
- 골든 코브
- 인텔 CPU 마이크로아키텍처 목록